# 沙佐
沙佐（法語：Chazot，法語發音：[ʃazo]）是法国杜省的一个市镇，位于该省中北部偏东，属于蒙贝利亚尔区。

## 地理
沙佐（47°19'34"N, 6°32'36"E）面积5.35 平方千米，位于法国勃艮第-弗朗什-孔泰大區杜省，该省份为法国东部内陆省份，北起上索恩省，西接汝拉省，东部及东南部与瑞士接壤，东北部与贝尔福地区省接壤。
与沙佐接壤的市镇（或旧市镇、城区）包括：大克罗塞、奥尔沃、朗德维莱尔、桑塞、韦勒旺。

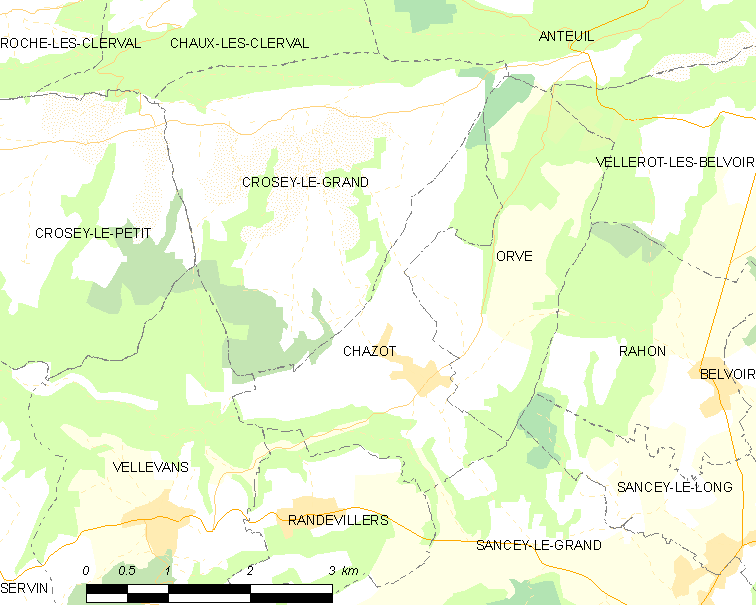
沙佐的OSM定位图

沙佐的时区为UTC+01:00、UTC+02:00（夏令时）。

## 行政
沙佐的邮政编码为25430，INSEE市镇编码为25145。

## 政治
沙佐所属的省级选区为巴旺县。

## 人口

1962-2008年间沙佐人口变化图示

沙佐于2022年1月1日时的人口数量为117人。